# Кордишівка (Хмільницький район)
Ко́рдишівка — село в Україні, у Козятинській громаді Хмільницького району Вінницької області.

## Географія
Селом протікає Струмок Роставиця, права притока Роставиці.

## Склад населення
Населення становить 1304 осіб.

## Історична довідка
Перші згадки про Кордишівку датуються 1654 роком. У XVII ст. село мало 50 дворів. Якуб Бурчак-Абрамович викупив у 1762 році Кордишівку. Село мало церкву Покровську 5 класу, яка займала площу в 49 десятин, і була збудована в 1841 році на місці згорілої. У візитці значиться, що раніше церква перебудовувалась у 1723 та 1737 роках.

## Освіта та культура
В селі є школа, Михайлівська церква, Будинок культури, дитячий садок.

## Відомі люди
1825—1826 — в Кордишівці, у Михальських був учителем Маврицій Гославський.
У селі народився Федір Маківчук — український письменник (сатирик).

## Транспорт
Основним транспортом села є залізниця і автобус Кордишівка-Козятин № 49. Тут розташована однойменна залізнична станція.
З Кордишівки без пересадок можна дістатися приміськими електропоїздами станцій Козятин, Калинівка, Вінниця, Жмеринка, Рахни. Електропоїзди курсують за напрямками Козятин-Жмеринка, Козятин-Рахни (через Вінницю) і зворотно.
З районним центром село з'єднує автобусний маршрут м.Козятин — залізнична станція Кордишівка — с. Кордишівка — с.Прушинка.

## Галерея

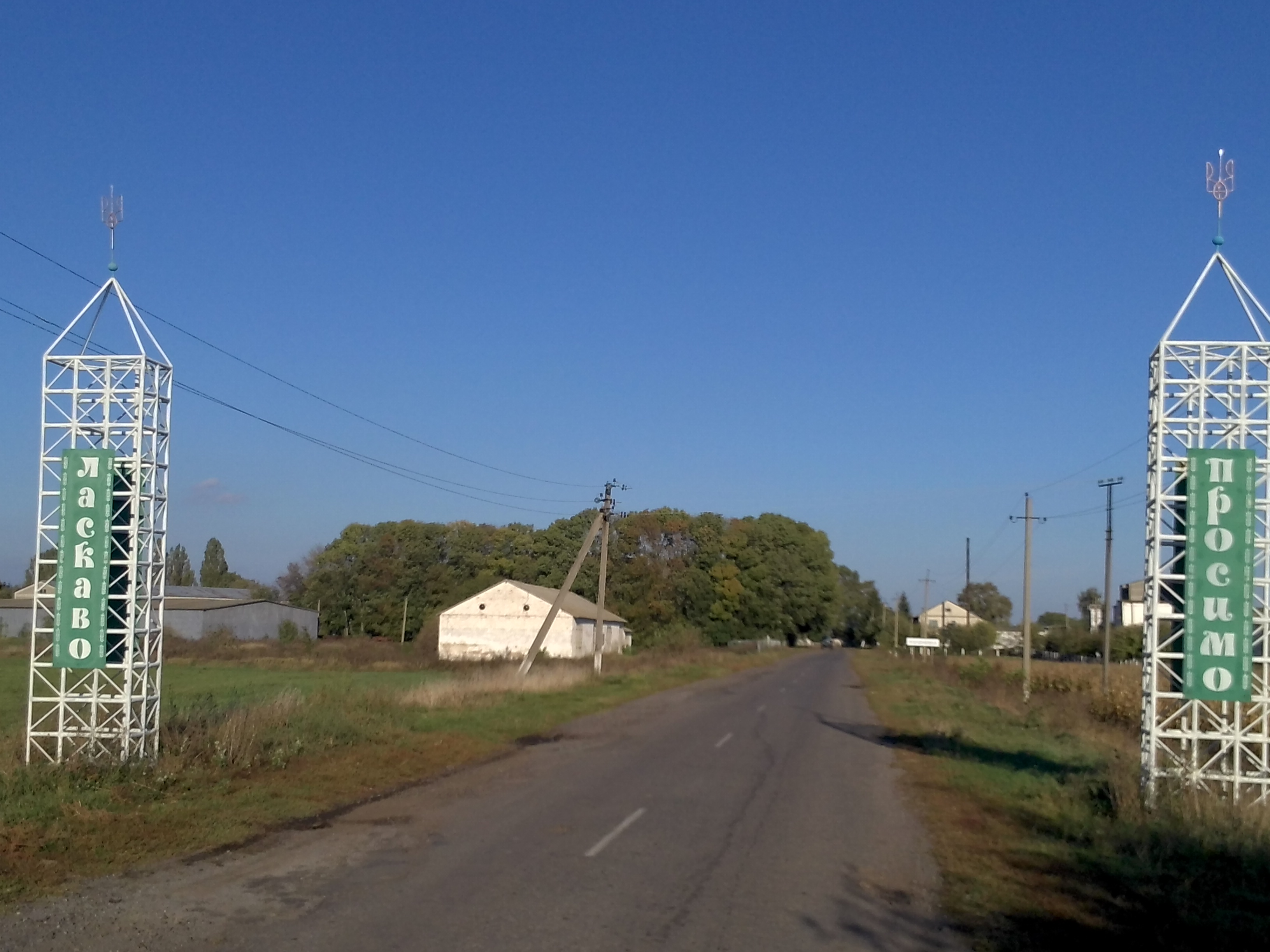
В'їзд до села
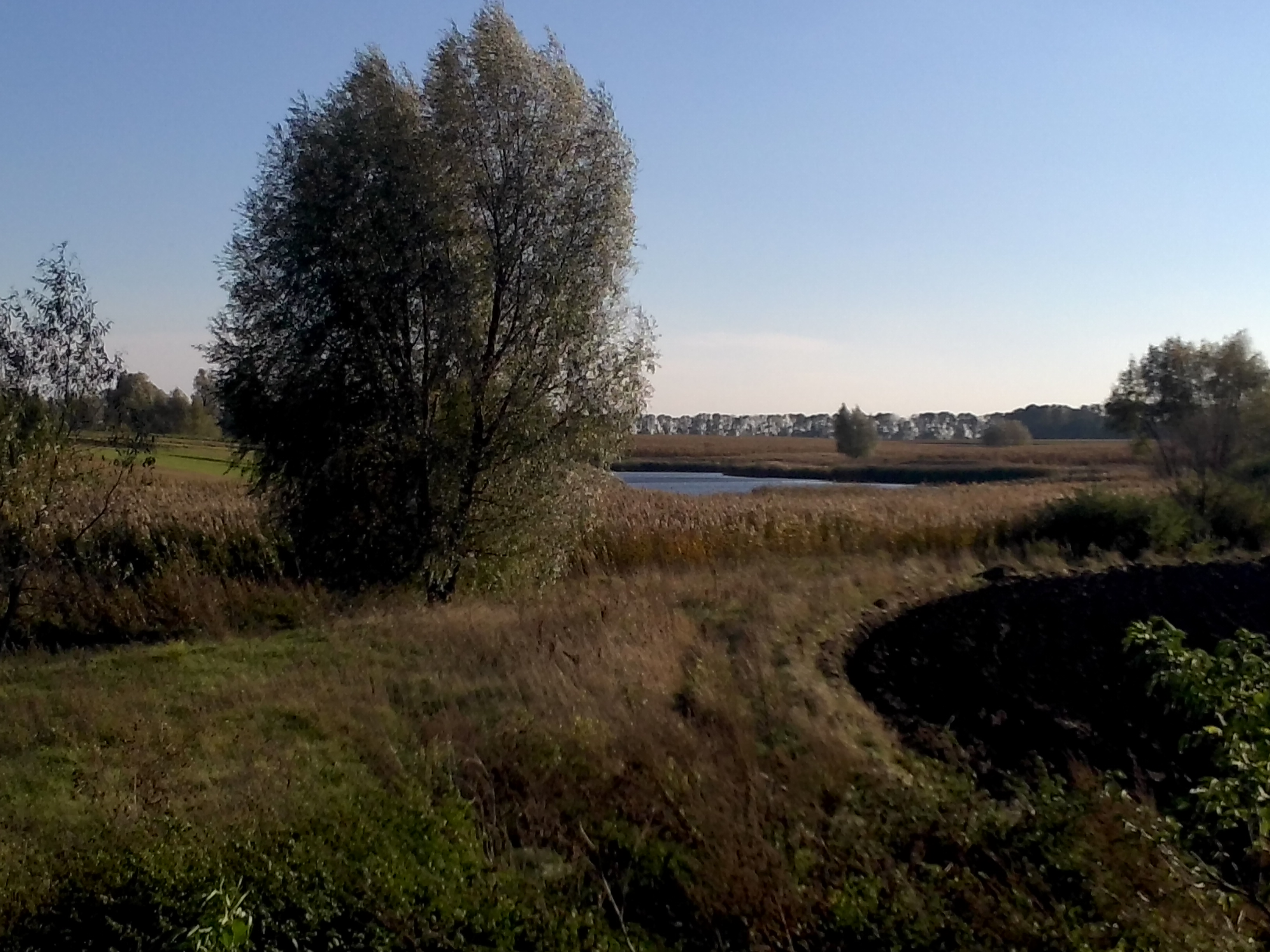
Початки річки Десна
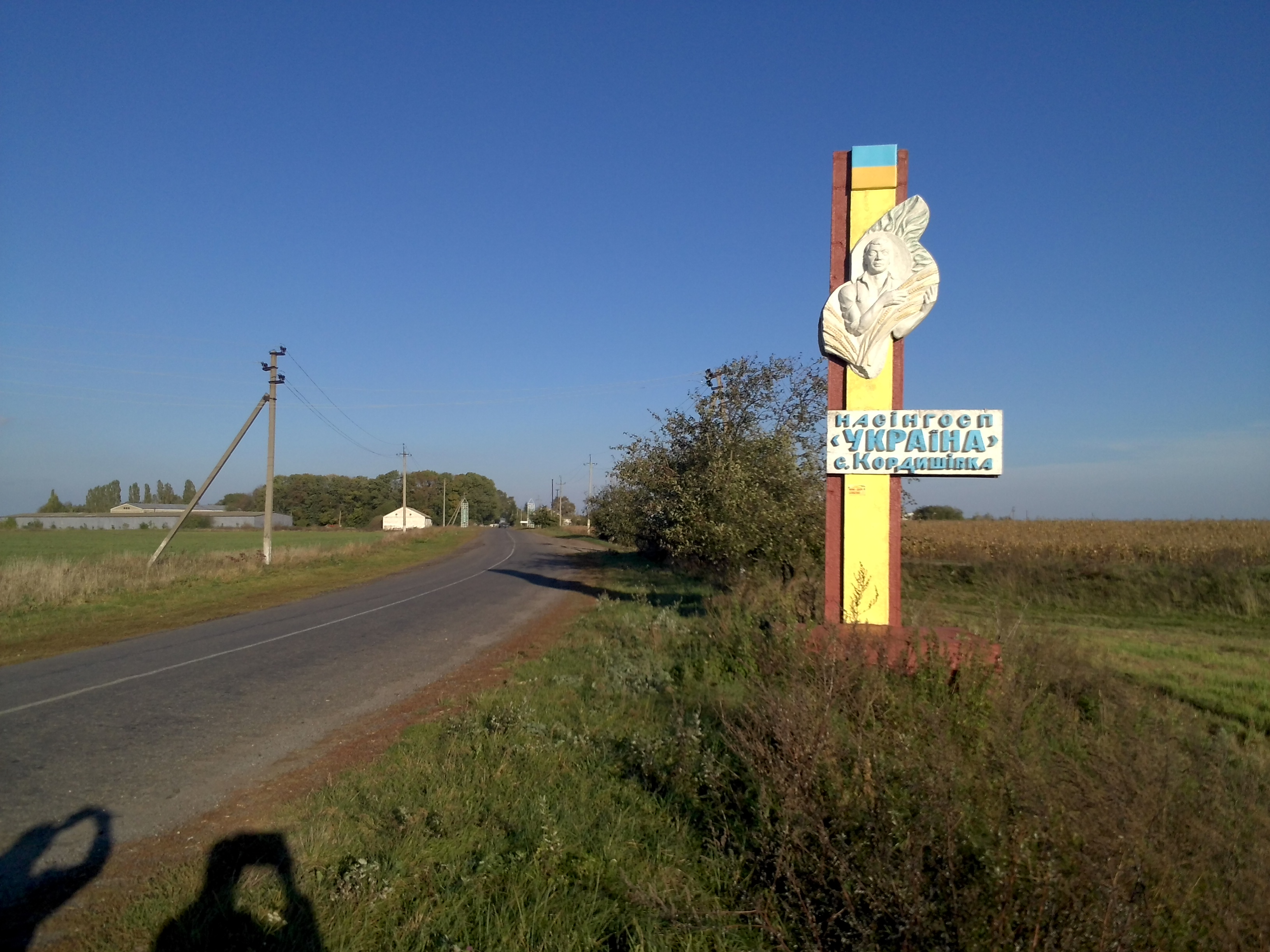
При в'їзді до села